# Servignat
Servignat – miejscowość i gmina we Francji, w regionie Owernia-Rodan-Alpy, w departamencie Ain.

## Demografia
Według danych na styczeń 2012 roku gminę zamieszkiwało 168 osób, a gęstość zaludnienia wynosiła 21 osób/km².